# Pseudodera
Pseudodera es un género de insecto coleóptero de la familia Chrysomelidae.

## Especies
Las especies de este género son:
- Pseudodera bicolor Kimoto, 2000
- Pseudodera fulva Kimoto, 2000
- Pseudodera fulva Medvedev, 1997
- Pseudodera fulvicornis Medvedev, 2002
- Pseudodera kubani Medvedev, 2004
- Pseudodera laeta Medvedev, 1997
- Pseudodera leigongshanensis Yu in Wang & Yu, 1993
- Pseudodera malaysiana Mohamedsaid, 2000
- Pseudodera nigripennis Medvedev, 1997
- Pseudodera nigripes Kimoto, 2000
- Pseudodera rufa Medvedev, 1995